# Parahorismenus cornelli
Parahorismenus cornelli är en stekelart som beskrevs av Kamijo 1990. Parahorismenus cornelli ingår i släktet Parahorismenus och familjen finglanssteklar. Inga underarter finns listade i Catalogue of Life.